# Adam Stabrawa
Adam Stabrawa ps. „Szałas”, „Borowy” (ur. 25 września 1908 w Myślenicach, zm. 22 kwietnia 1991 w Vancouver w Kanadzie) – oficer artylerii II Rzeczypospolitej, uczestnik kampanii wrześniowej, żołnierz Narodowej Organizacji Wojskowej i Armii Krajowej, dowódca 1 pułku strzelców podhalańskich AK, kawaler Orderu Virtuti Militari.

## Życiorys
Urodził się w rodzinie Andrzeja, zarządcy podatkowego i Heleny z Klebertów. Miał dwóch braci: Andrzeja i Władysława oraz siostrę. W 1927 ukończył Państwowe Gimnazjum im. Tadeusza Kościuszki w Myślenicach. W następnym roku został przyjęty na Kurs Szkoły Podchorążych w Oficerskiej Szkole Piechoty w Komorowie, a w 1928 do Szkoły Podchorążych Artylerii w Toruniu. 15 sierpnia 1930 Prezydent RP Ignacy Mościcki mianował go podporucznikiem ze starszeństwem z dniem 15 sierpnia 1930 i 71. lokatą w korpusie oficerów artylerii, a minister spraw wojskowych wcielił do 24 pułku artylerii lekkiej w Jarosławiu. 12 marca 1933 został awansowany na porucznika ze starszeństwem z dniem 1 stycznia 1933 i 75. lokatą w korpusie oficerów artylerii. Na stopień kapitana został awansowany ze starszeństwem z dniem 19 marca 1939 i 89. lokatą w korpusie oficerów artylerii. W tym samym czasie pełnił służbę w 24 pal na stanowisku oficera administracyjno-gospodarczego.
W kampanii wrześniowej walczył jako dowódca 9. baterii. Przeszedł szlak bojowy Armii „Karpaty”, od linii Wisłoki, do Lwowa, gdzie 22 września dostał się do niewoli niemieckiej. Po trzech dniach zbiegł i w październiku zjawił się w Myślenicach, gdzie ukrywał się jako nieujawniony oficer. W tym czasie związał się z Narodową Organizacją Wojskową (NOW), pod pseudonimem „Szałas” działając w sztabie Komendy Powiatowej w Myślenicach. W maju 1942 roku mianowano go zastępcą komendanta Podokręgu Kraków-Miasto, w lipcu, po aresztowaniu dotychczasowego komendanta, majora Szweda, ps. „Horawski”, przejął jego obowiązki, od października będąc formalnie nowym komendantem. Pod jego dowództwem przeprowadzono od listopada 1942 roku akcję scaleniową z Armią Krajową.
Awansowany w listopadzie 1943 roku do stopnia majora, został dowódcą Obwodu Nowy Targ Inspektoratu AK Nowy Sącz, zastępując zdekonspirowanego porucznika Krystyna Więckowskiego „Zawiszę”. Przyjął wówczas pseudonim „Borowy”. Jego głównym zadaniem było tworzenie silnych oddziałów partyzanckich, ich szkolenie i zaopatrzenie. Część uzbrojenia zdobyto dzięki akcjom na posterunki słowackiej straży granicznej. Po aresztowaniu przez Niemców 27 sierpnia 1944 roku dowódcy Inspektoratu Nowy Sącz, podpułkownika Stanisława Mireckiego „Pocieja” (zmarł wkrótce z odniesionych ran), Adam Stabrawa przejął dowództwo Inspektoratu, zaś 22 września 1944 roku objął dowodzenie zorganizowanym w ramach akcji „Burza” na jego terenie 1 pułkiem strzelców podhalańskich AK. Pod koniec roku w jego szeregach było 1035 żołnierzy, zorganizowanych w cztery bataliony.
1 pspodh. AK wziął udział w szeregu walk i potyczek z Niemcami. Major Stabrawa starał się utrzymywać poprawne stosunki z innymi grupami partyzanckimi, działającymi na tym samym terenie, w tym Batalionami Chłopskimi, zaognione jednak po niewyjaśnionej śmierci jednego z ich dowódców, Kazimierza Wątróbskiego, z rąk żołnierzy AK; Armią Ludową oraz sowieckimi partyzantami Iwana Zołotara. 13 grudnia 1944 roku, w niewyjaśnionych okolicznościach, ci ostatni ostrzelali samochód, którym Adam Stabrawa wracał ze spotkania konspiracyjnego w Krakowie. Ranny w nogę, powrócił do pułku dopiero po miesiącu.
19 stycznia 1945 roku major Stabrawa wydał rozkaz demobilizacji podległych sobie żołnierzy. Sam, zagrożony aresztowaniem, ukrywał się w Krakowie (między innymi w klasztorze augustianów). Do lipca 1945 roku zajmował się likwidacją nowosądeckiego Inspektoratu. Został wówczas awansowany do stopnia podpułkownika oraz odznaczony Krzyżem Srebrnym Orderu Virtuti Militari. 30 sierpnia 1945 roku, wraz z grupą oficerów, przeszedł nielegalnie granicę i wkrótce przedostał się do Włoch. Wstąpił do 2 Korpusu, służąc w randze majora (nie uzyskał potwierdzenia ostatniego awansu) w 7 pułku artylerii konnej. W 1945 roku został odznaczony Złotym Krzyżem Zasługi z Mieczami. 
Zdemobilizowany 31 stycznia 1949 roku, wyjechał do Wielkiej Brytanii, a następnie na zaproszenie Huberta Brooksa, swego podwładnego w AK, do Kanady, gdzie założył przedsiębiorstwo. 10 listopada 1990 roku Prezydent RP na uchodźstwie mianował go na stopień podpułkownika. Zmarł 22 kwietnia następnego roku. Został pochowany na cmentarzu w Myślenicach.
W 2020 pośmiertnie odznaczony Krzyżem z Mieczami Orderu Krzyża Niepodległości.
6 marcu 2025 114 Limanowski Batalion Lekkiej Piechoty 11 Małopolskiej Brygady Obrony Terytorialnej otrzymał imię ppłk. Adama Stabrawy ps. „Borowy”.